# Сант'Антонио (Потенца)
Сант'Антонио је насеље у Италији у округу Потенца, региону Базиликата.
Према процени из 2011. у насељу је живело 28 становника. Насеље се налази на надморској висини од 540 м.